# Charry
Charry je priimek več oseb:
- Ellen T. Charry, ameriška teologinja
- Marie-Martin-Jean-Alfred de Charry, francoski general